# 続左丞抄
『続左丞抄（ぞくさじょうしょう）』は、太政官の史を世襲した壬生官務家（小槻氏）に伝来していた太政官符や宣旨を編纂した書物。
元は、元禄年間に壬生季連が天暦2年（948年）から元禄7年（1694年）までに出された太政官関連の古文書270通余を書写し『新写古文書』と題して4冊にまとめたもので、「禰家（でいけ）古文書」とも呼ばれつつ流布していた。ただし、その出典は壬生家の官文庫などに保管された膨大な文書にあったために、原本を探すことが困難であった。明治維新後、壬生家の文書が宮内省図書寮に継承されたが、明治21年（1888年）に新写古文書の出典となった原本を整理して『壬生家新写古文書底本』128軸を作成したが、200通余りしか出典を確定できず、その後の調査で一部が民間に流出したもしくは行方不明になっていることが判明した（京都大学文学部にある「狩野亨吉氏蒐集文書」の中に流出した出典のいくつかが所蔵されている）。その後、明治33年（1900年）になって新写古文書を『国史大系』の1冊として刊行した際に、平安時代後期に編纂された小槻氏の古文書の集成である『左丞抄』（『類聚符宣抄』）の続編という意味で、新たに続左丞抄の名が与えられて定着した（ただし今日では、『左丞抄』については小槻氏以外の者の編纂とする説もある）。